# Миливоје Максић
Миливоје Максић (Београд, 19. јануар 1928 — Београд, 2. март 2003) био је друштвено-политички радник и амбасадор СФРЈ. У периоду од октобра 1991. до маја 1992. обављао је функцију вршиоца дужности Савезног секретара за иностране послове СФРЈ и последњи је који је заузимао ту функцију.

## Биографија
Рођен је 19. јануара 1928. године у Београду. Гимназију је завршио у Смедереву, а дипломатске студије у Београду. У дипломатској служби је од 1. августа 1949. године. Читаву своју каријеру је провео у дипломатији. Најпре је обављао дужност секретара заменика министра иностраних послова ФНРЈ, потом је 1951. године прешао на позицију референта за НР Бугарску у Министарству иностраних послова, а од 1953. до 1957. обављао је дипломатске дужности према НР Пољској, најпре као саветник за штампу амбасаде ФНРЈ у Варшави, затим и као референт за НР Пољску у одељењу Савезног секретаријата за иностране послове (ССИП).
У Секретаријату је био до 1963. године као помоћни референт у Координационом одељењу, да би маја 1963. године прешао на дужност саветника у амбасади СФРЈ у Москви. Након боравка у Совјетском Савезу, Максић је постао шеф одсека у Служби за истраживање и документацију (СИД), од 1967. до 1969. године, а након тога и шеф одсека за СССР и НР Монголију у управи за источну Европу. Потом је био саветник у југословенској амбасади у Варшави, да би у марту 1973. године преузео дужност саветника у кабинету Савезног секретара за иностране послове СФРЈ Милоша Минића. Потом је био начелник управе ССИП-а за западну Европу, од септембра 1973, да би у периоду од 1977. до 1980. године био спољно-политички саветник председника СФРЈ Јосипа Броза Тита, а затим кратко и председника Председништва СФРЈ.
Дужност амбасадора СФР Југославије у Народној Републици Пољској обављао је од 1982. године, а почетком 1987. године постао је руководилац сектора ССИП. У октобру 1988. постао је заменик Савезног секретара за иностране послове СФРЈ Будимира Лончара, а након што је он напустио ту функцију крајем 1991. године, Максић је био вршилац дужности и уједно последњи Савезни секретар за иностране послове Социјалистичке Федеративне Републике Југославије, од 12. децембра 1991. до 28. априла 1992. године. У пензију је отишао последњег дана формално-правног постојања социјалистичке Југославије.
Током своје дипломатске каријере, Максић се највише бавио стратешком анализом и планирањем политике, укључујући и југословенске односе са земљама на истоку и западу Европе. Објавио је преко 200 аналитичких записа, а након пензионисања био је активан у оквиру Форума за међународне односе, нарочито у погледу разраде стратешких концепата и развоја алтернативних праваца спољне политике. Године 2001. написао је књигу „У раскораку са светом“, у издању Хелсиншког одбора за људска права.
Преминуо је 2. марта 2003. године у Београду и сахрањен је на Новом гробљу у Београду.
Носилац је више југословенских одликовања, а од иностраних се истиче француски Национални орден Легије части у реду Официра.

## Видите још
- Списак министара иностраних послова Југославије